# Vincenc Vingler
Vincenc Vingler, křtěný František Josef Karel, jméno Vincenc přijal (1944) jako přezdívku (30. dubna 1911 Praha – 14. srpna 1981 Chyšky u Milevska), byl český sochař, keramik a designér.

## Život
Narodil se v Praze, v letech 1927–1933 studoval Uměleckoprůmyslovou školu v Praze u prof. J. Laudy, H. Johnové a K. Štipla. Po ukončení studia v průběhu let 1933–1938 hodně cestoval, navštívil mimo jiné Rakousko a Německo, dále pobýval ve Francii a Švýcarsku. Procestoval i Maďarsko, Itálii a Jugoslávii, Bulharsko, Rumunsko, Řecko, Turecko a Egypt. Mezi roky 1940-1945 působil jako scénograf v Divadle Unitarie, v Pražském divadle pro mládež Míly Mellanové, jako šéf výpravy v divadle na Kladně a krátce spolupracoval s Horáckým divadlem v Jihlavě. V letech 1946 až 1969 absolvoval několik studijních pobytů ve Švédsku, Dánsku, Francii, Nizozemsku, Belgii, Itálii, Velké Británii, Číně, SSSR, USA a Indonésii. V roce 1974 pobýval ve Španělsku. Byl členem Jednoty umělců výtvarných a od roku 1947 členem Umělecké besedy. Od roku 1949 byl designérem Čs. keramických závodů. V 50. letech několikrát reprezentoval Československo na akcích, konkrétně v roce 1954 Trienále v Miláně, v roce 1956 Bienále v Benátkách a v Sao Paulu. Na Světové výstavě EXPO 58 byl zastoupen několika díly v čsl. pavilonu (Volavka v atriu, Pelikán na terase restaurace).
Sochař Vincenc Vingler byl zaměřený téměř výhradně na tematiku zvířat, lidská figura se v jeho díle objevuje pouze výjimečně, většinou v kontaktu se zvířetem.

## Dílo

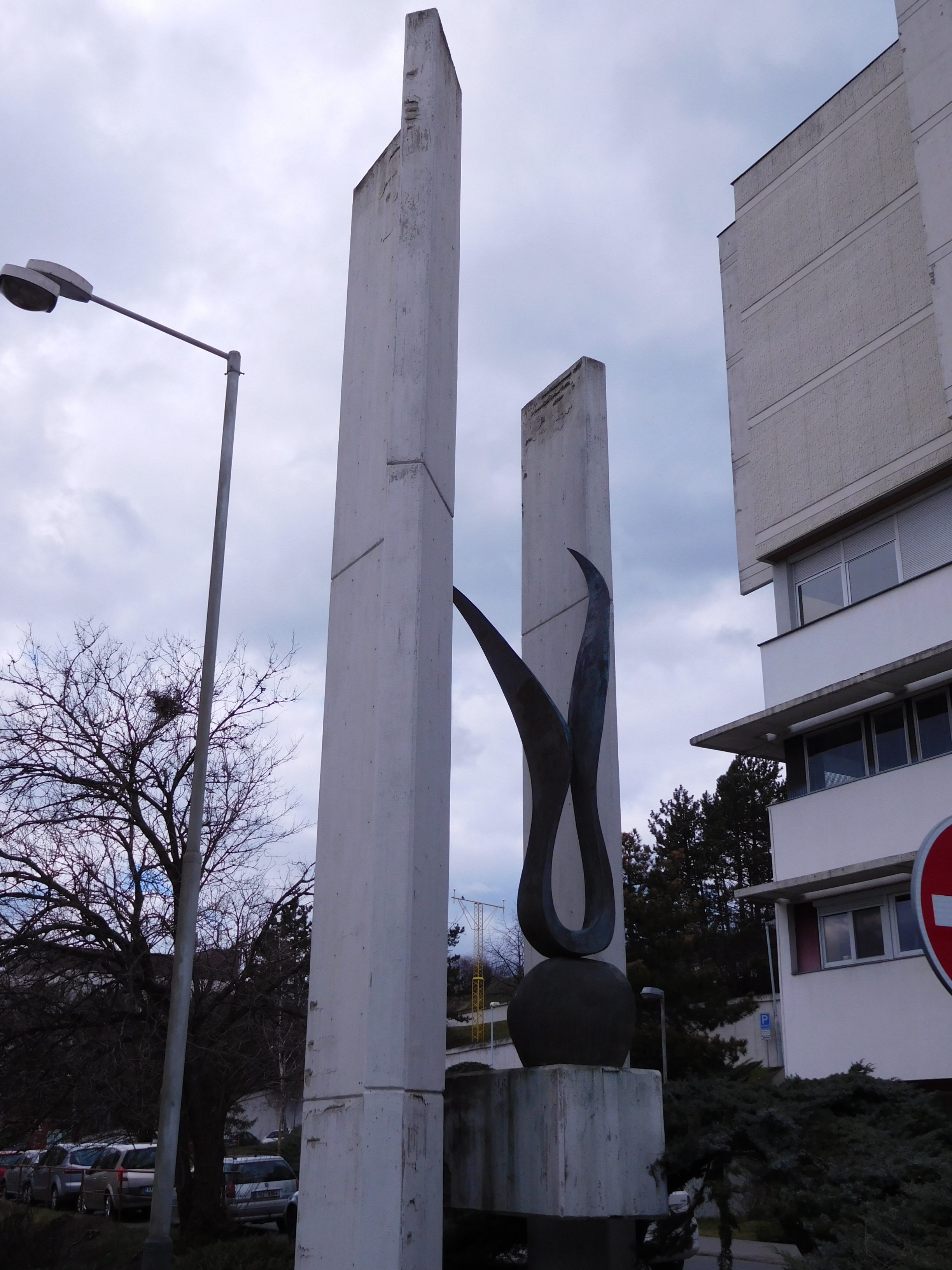
Plamen života, Nemocnice Na Bulovce, Praha (1978)

- Buvol (1948)[5]
- Pelikáni (1950)
- Husitský jezdec (1952)[6]
- Černá labuť (1956)
- Kůň Převalského (1966)
- Umírající kůň (1970)[7]
- Býk z corridy (1977)

a další
Monumentální plastiky v exteriéru jsou umístěny např. v Zoologické zahradě Praha, v Arboretu Nový Dvůr u Opavy, na zámku Hluboká nad Vltavou či v areálu nemocnice na Bulovce v Praze.

## Zastoupení v galeriích
- Národní galerie v Praze
- Galerie hlavního města Prahy
- Středočeská galerie
- GASK – Galerie Středočeského kraje
- Moravská galerie v Praze
- Muzeum keramiky ve Faenze (Itálie)
- Muzeum města Coventry (Velká Británie)
- Krajská galerie výtvarného umění ve Zlíně
- Oblastní galerie v Liberci
- Galerie výtvarného umění v Ostravě
- Galerie výtvarného umění v Kalových Varech
- Galerie moderního umění v Roudnici nad Labem
- Muzeum umění v Olomouci
- Alšova jihočeská galerie v Hluboké nad Vltavou
- Horácká galerie v Novém Městě na Moravě

a dalších

## Autorské výstavy (výběr)

### Během umělcova života
- 1944 – Ars, Praha
- 1946 – Stockholm a Göteborg
- 1947 – Galerie umění, Zlín
- 1950–1951 – Plastiky a kresby, Alšova síň Umělecké besedy, Praha
- 1953 – Plastiky a kresby zvířat, Galerie Knihy, Praha
- 1956 – Budapešť
- 1957 – Kresby a plastiky s čínskými motivy, Praha (se Zdeňkem Seydlem)
- 1960 – Československá kultura, Berlín
- 1963 – Plastiky a kresby zvířat, Galerie Václava Špály, Praha
- 1964 – Sochy 44/64, Krajské vlastivědné muzeum Olomouc, Olomouc
- 1965 – Výběr sochařského díla, Dům umění Ostrava, Ostrava-město
  - Herbert Art Gallery and Museum, Coventry
  - Sochy 1944–1964, Dům pánů z Kunštátu Brno, Brno-město
- 1967 – Cowie Gallery, Los Angles (USA)
  - Plastiky a kresby, Galerie umění Karlovy Vary, Karlovy Vary
- 1968 – Plastiken und Zeichnungen, Zoologischer Garten Berlin, Berlín
- 1969 – Amsterdam, Nizozemsko
- 1971 – Výbor z díla 1940-1970, Mánes, Praha
- 1973 – Západní Berlín
- 1976 – Plastiky a kresby. Výbor z díla 1945–1975, Galerie výtvarného umění v Chebu, Cheb
  - Plastiky a kresby, Galerie Zlatá lilie, Praha
- 1977 – Plastiky a kresby 1972–1977, Galerie Nová síň, Praha
- 1979 – Dřevo a plastika, Středočeská galerie, Malá výstavní síň, Praha

### Posmrtně
autorské výstavy
- 1981 – Drobná plastika, kresby, grafika, Krajské vlastivědné muzeum Olomouc, Olomouc
  - Výběr z díla, Staroměstská radnice, Praha
- 1983 – Plastiky, kresby, Východočeská galerie v Pardubicích, Pardubice
- 1985 – Plastiky, kresby, Okresní muzeum Příbram, Příbram
- 1992–1993 – Zvíře (Plastiky a kresby), Galerie Pallas, Praha
- 2012 – Sochy zvířat, Zámek Troja, Praha

kolektivní výstavy (výběr)
- 1989 – České sochařství 1948/88, Olomouc
- 2004 – Galerie české plastiky, Praha
- 2005 – Art Prague, Praha
- 2006 – Art Prague, Praha

## Galerie

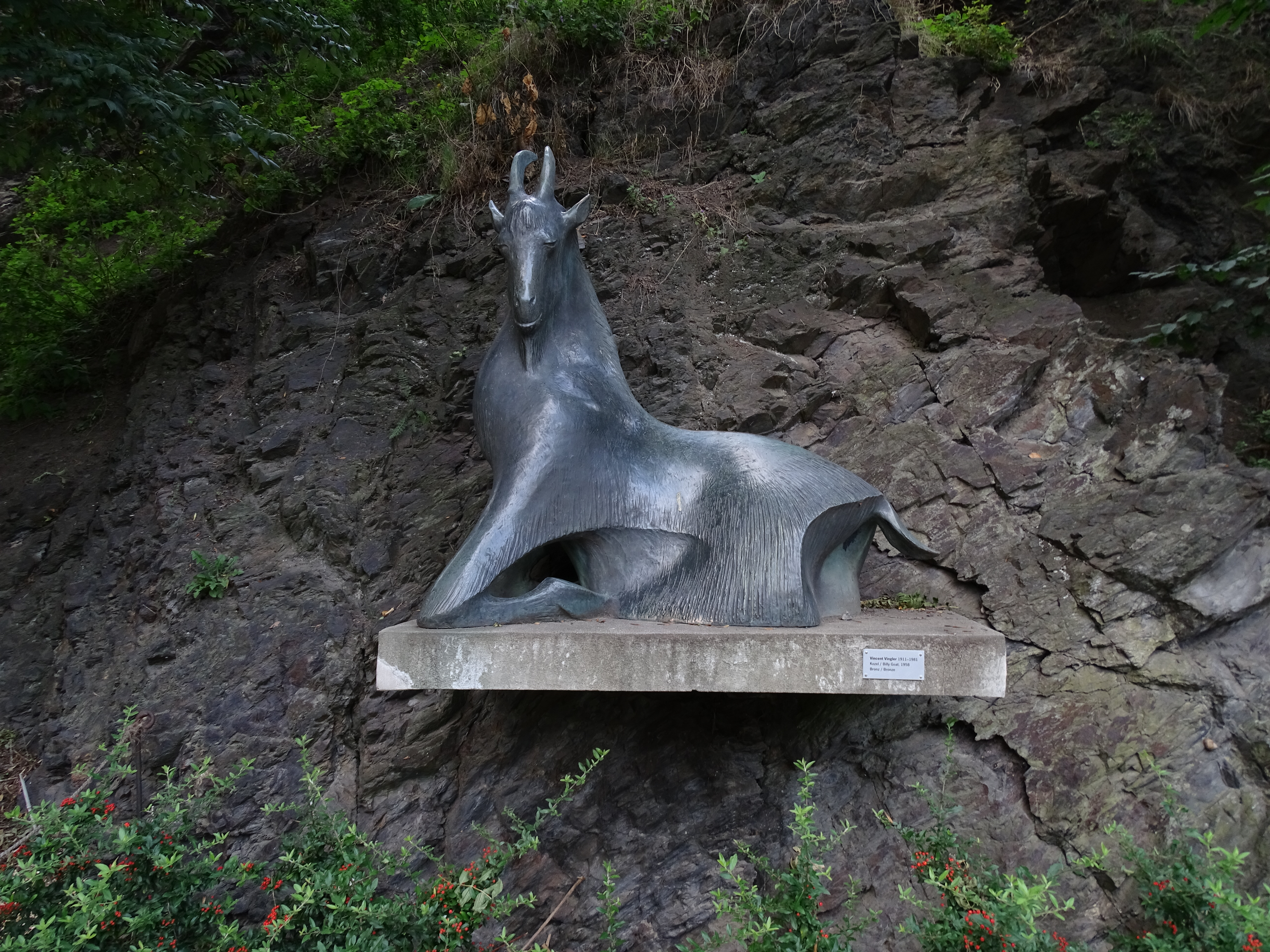
Kozorožec (1958), bronz, ZOO Praha
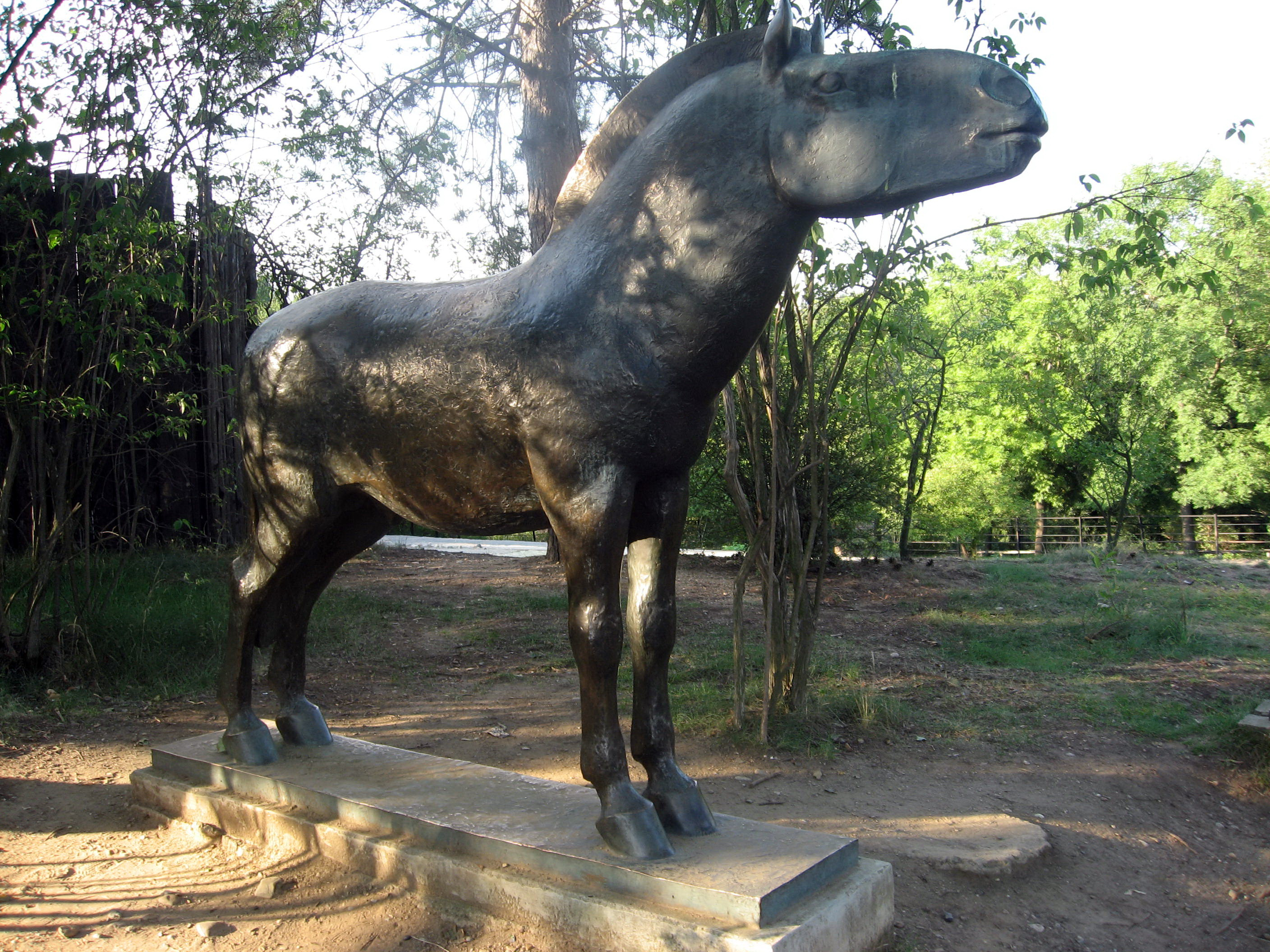
Kůň Převalský (1966), bronz, ZOO Praha
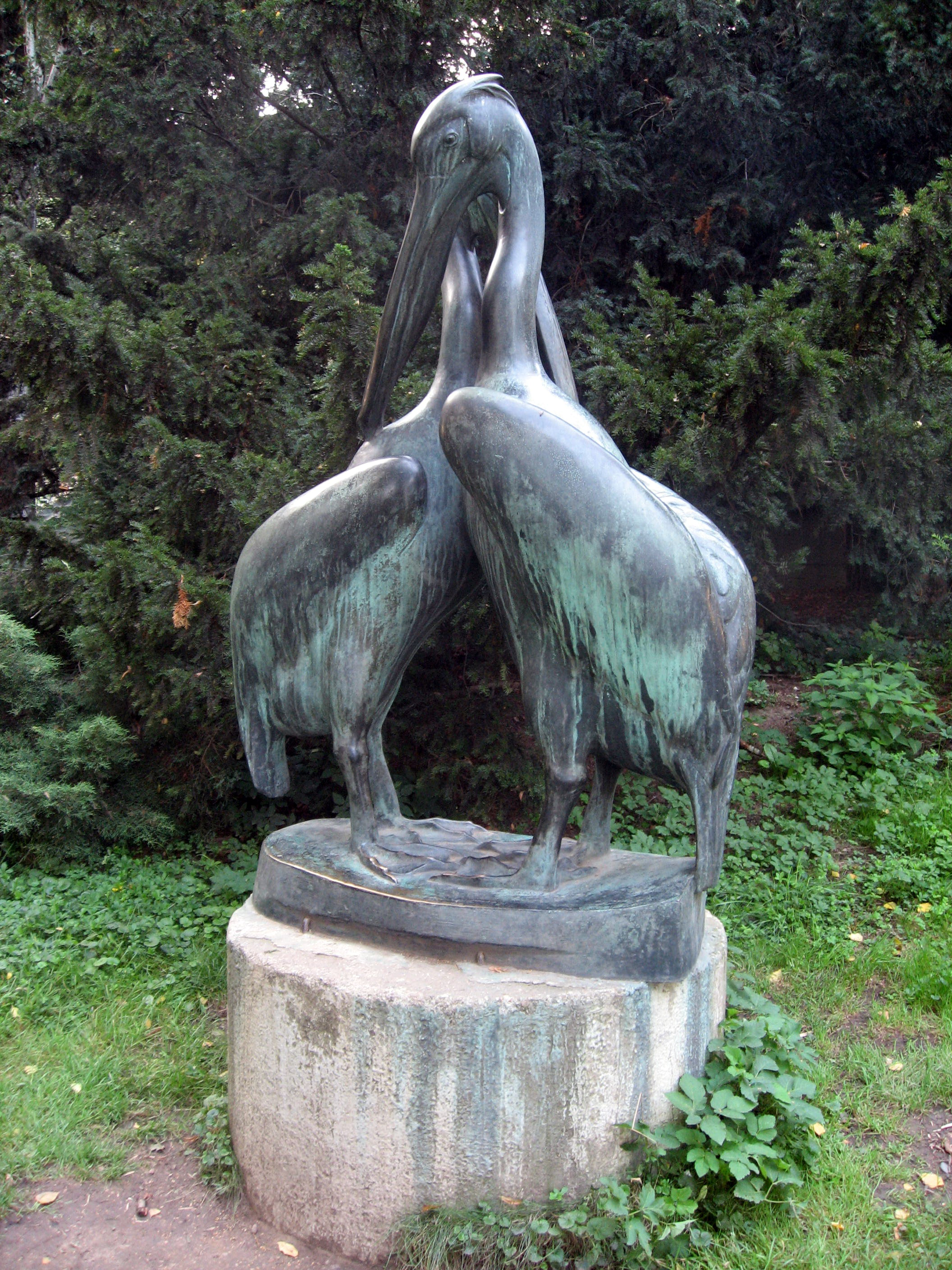
Pelikáni (1950), bronz, ZOO Praha
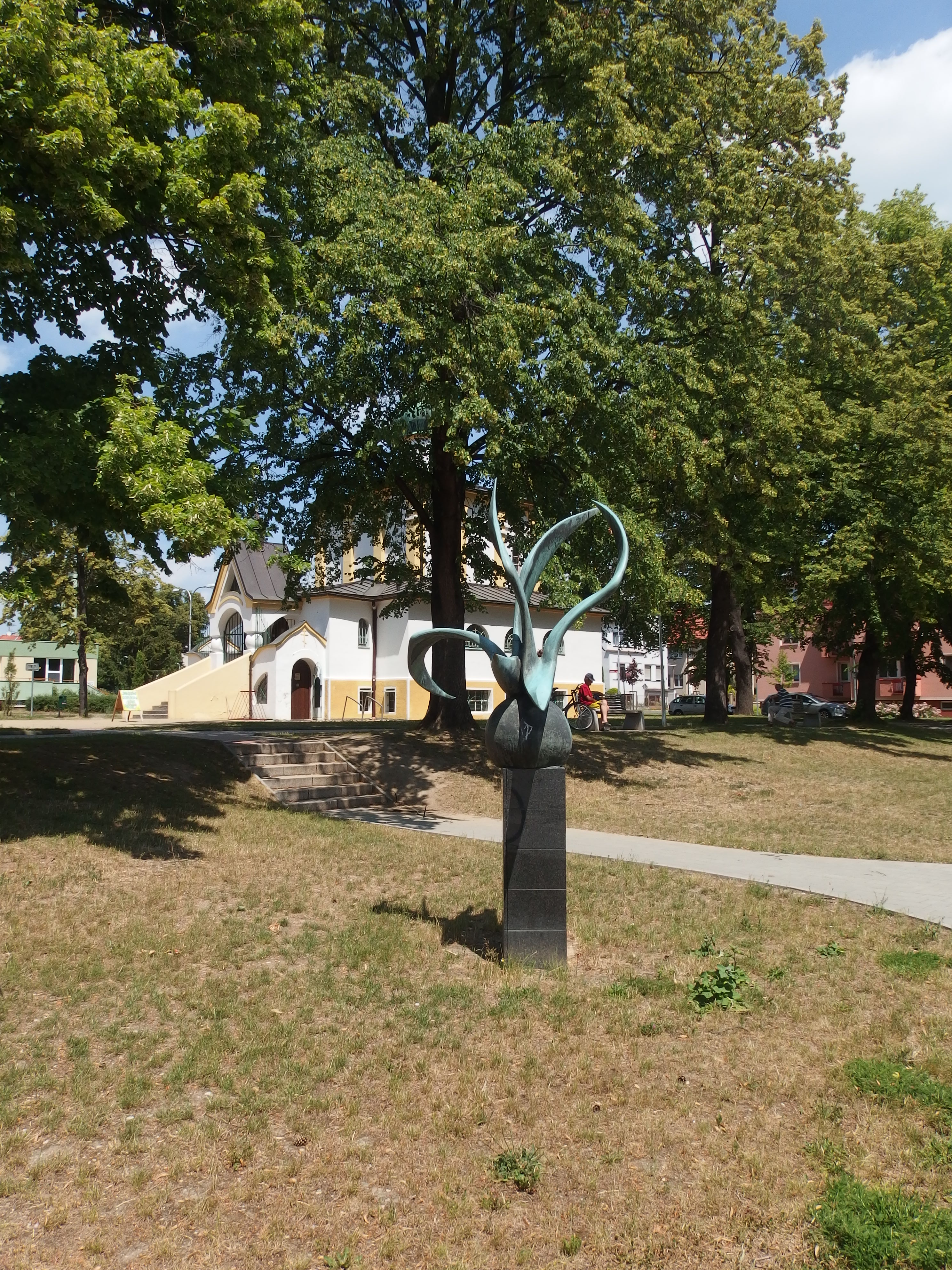
Ptáci, Slovanské náměstí v Kroměříži
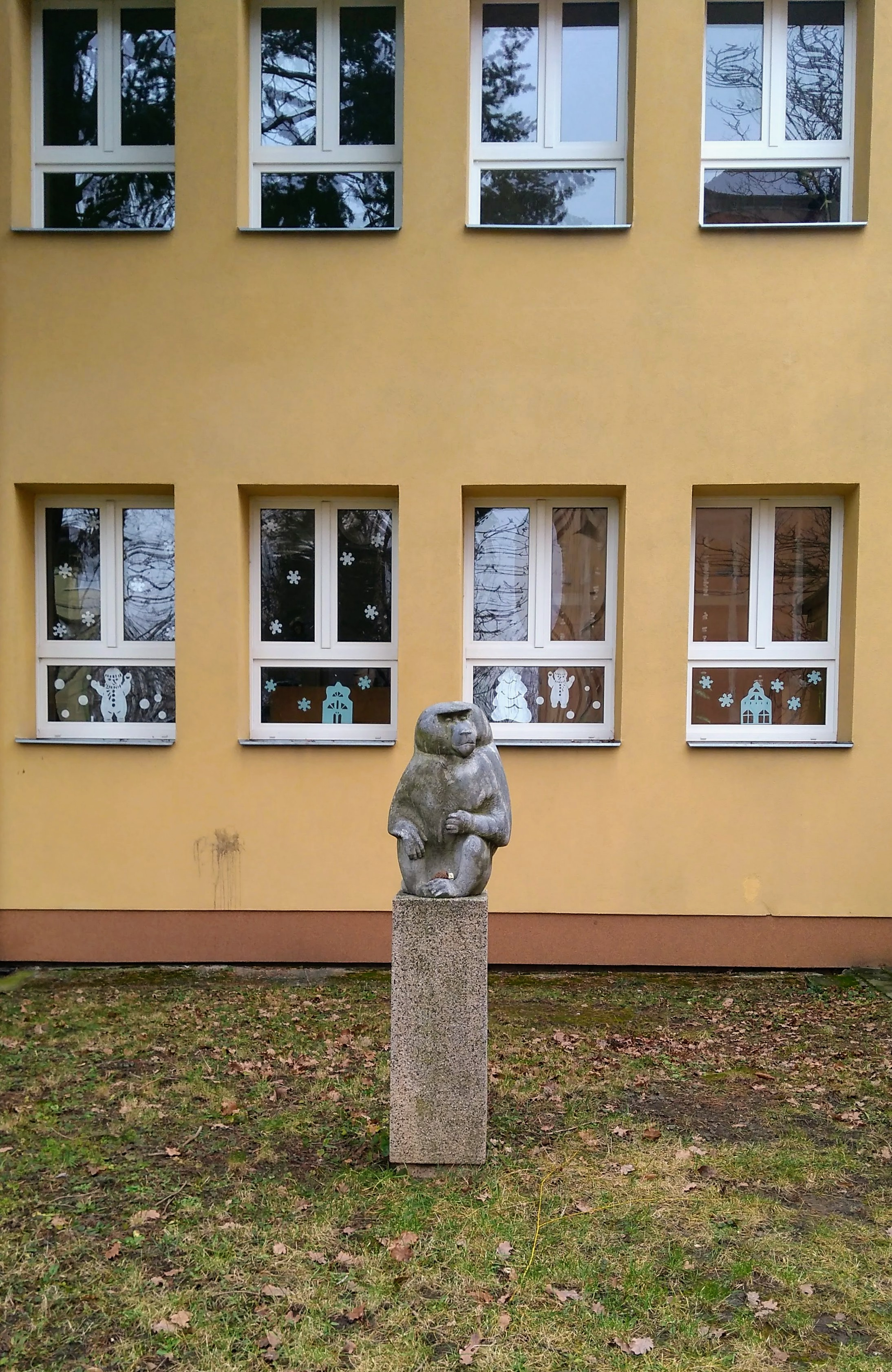
Opice, před mateřskou školou na sídlišti Slovan, Kroměříž
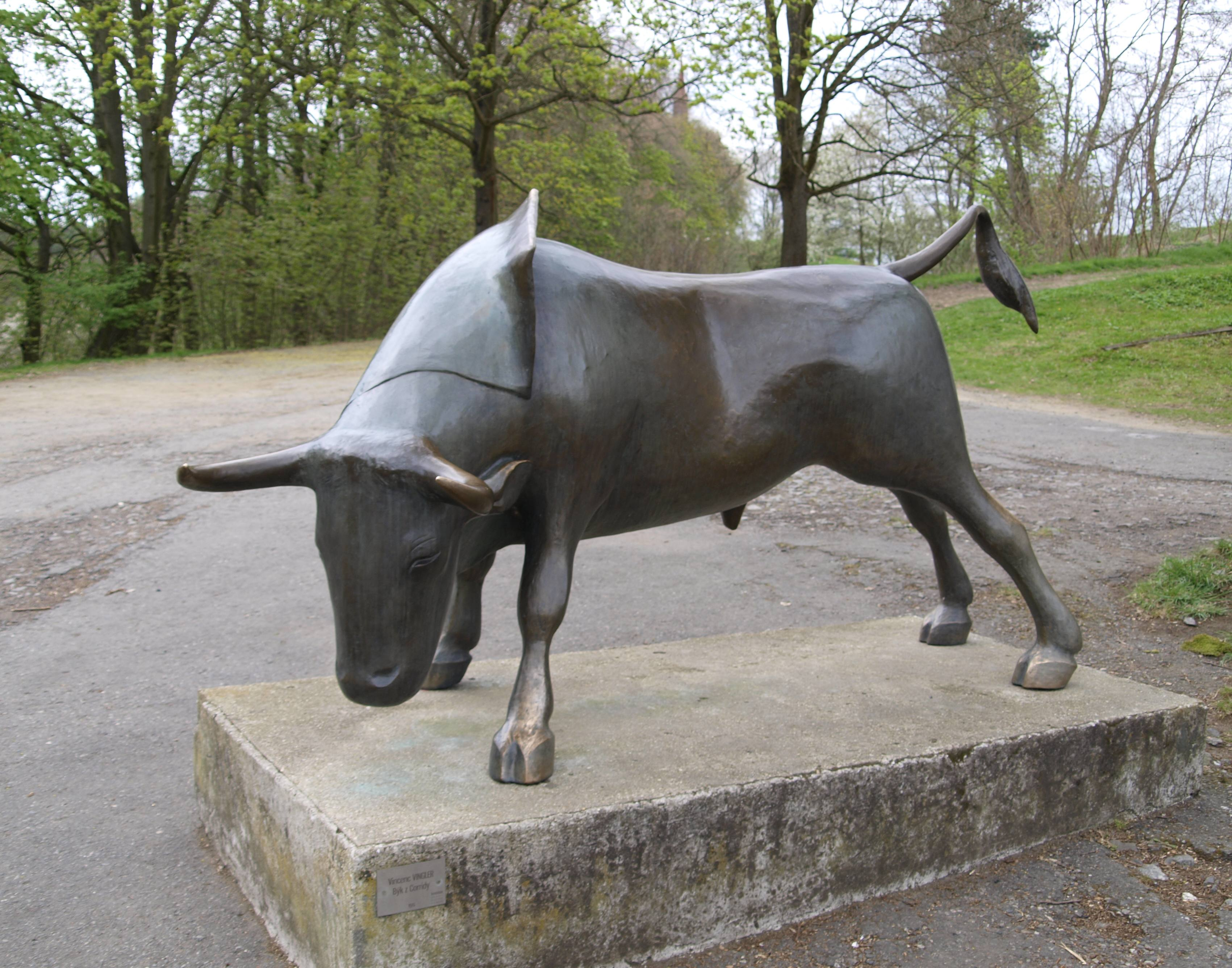
Býk z corridy (1977), bronz, Galerie na Klenové, před sýpkou